# Zelinja Srednja
Zelinja Srednja es un pueblo ubicado en el municipio de Gradačac, en el cantón de Tuzla, Bosnia y Herzegovina.

## Superficie
Cuenta con una superficie de 7,36 km².

## Demografía
Hasta 2013 la población era de 1253 habitantes, con una densidad de población de 170,3 hab/km².
| Gráfica de evolución demográfica de Zelinja Srednja entre 1961 y 2013              |
|                                                                                    |
| Datos según Population statistics of Eastern Europe & former USSR y Statistika.ba. |